# Presa de Kainji
La presa de Kainji se encuentra en el río Níger, en el estado de Níger, en el centro de Nigeria. La presa, construida por Impregilo (un consorcio de contratistas de ingeniería civil italianos) se inició en 1964 y se completó en 1968. Su costo total se estimó en 209 millones de dólares (equivalentes a unos 1500 millones de dólares en dólares de 2020 ), y una cuarta parte de esta cantidad se utilizó para reasentar a las personas desplazadas por la construcción de la presa y su embalse, el lago Kainji. 

## Dimensiones
La presa de Kainji tiene una longitud de unos 10 km, incluida la presa auxiliar, que cierra un valle tributario. La sección principal a través de la salida al Níger tiene 550 m de longitud. La mayor parte de la estructura está hecha de tierra, pero la sección central, que alberga las turbinas hidroeléctricas, es de hormigón. Este tramo tiene 65 m de altura. La presa Kanji es una de las presas más largas del mundo.

## Central eléctrica
La presa fue diseñada para tener una capacidad de generación de 960 megavatios (1 305 234,5 CV) ; sin embargo, sólo se han instalado 8 de sus 12 turbinas, lo que reduce la capacidad a 760 megavatios (1 033 310,7 CV) .  La presa genera electricidad para todas las grandes ciudades de Nigeria Parte de la electricidad se vende al país vecino de Níger. Además, las sequías ocasionales han hecho que el flujo de agua del Níger sea impredecible, disminuyendo la producción eléctrica de la presa. 

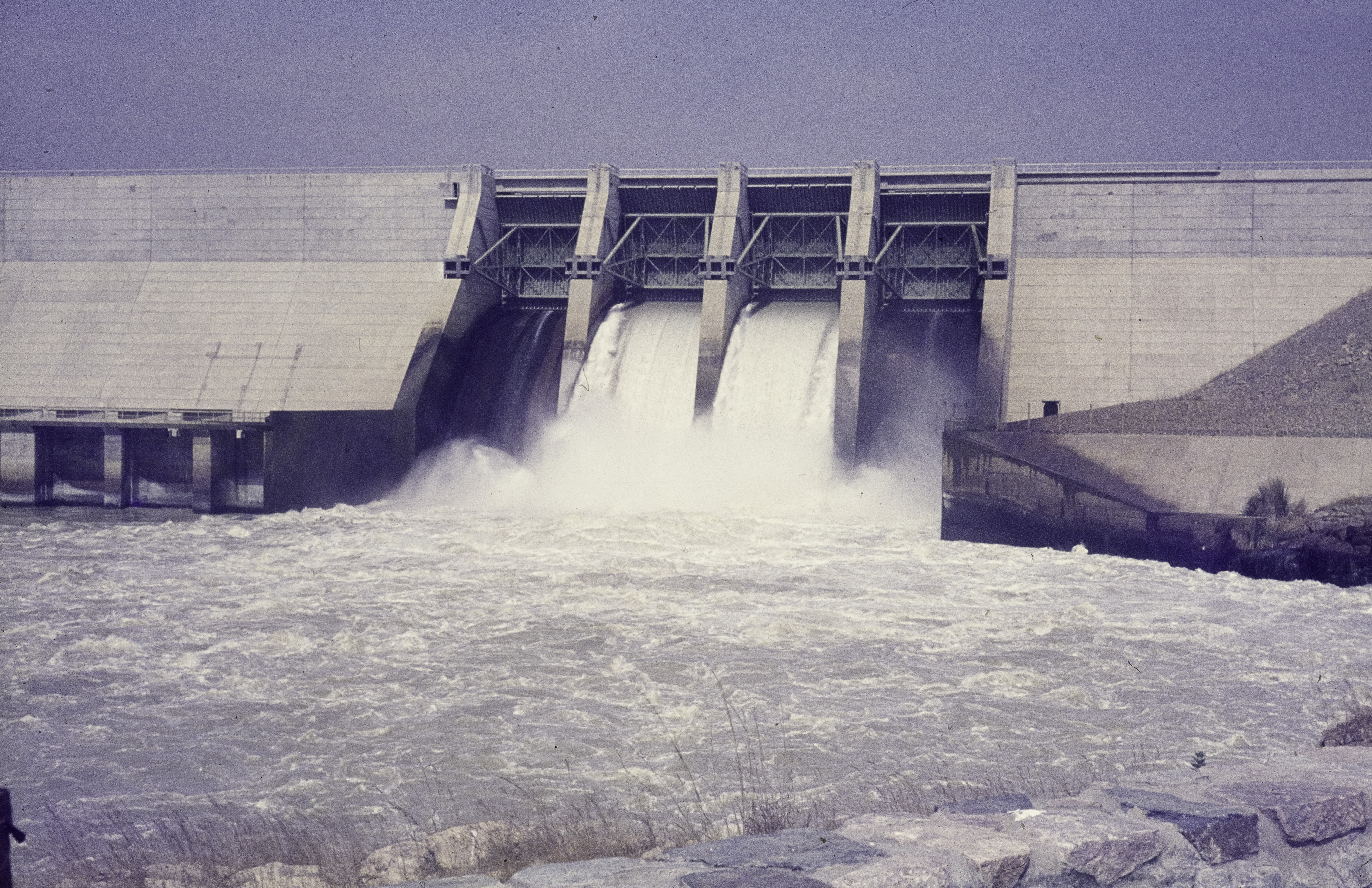
Flujo de agua a través de las cuatro esclusas en la presa Kainji, 1970-1973.
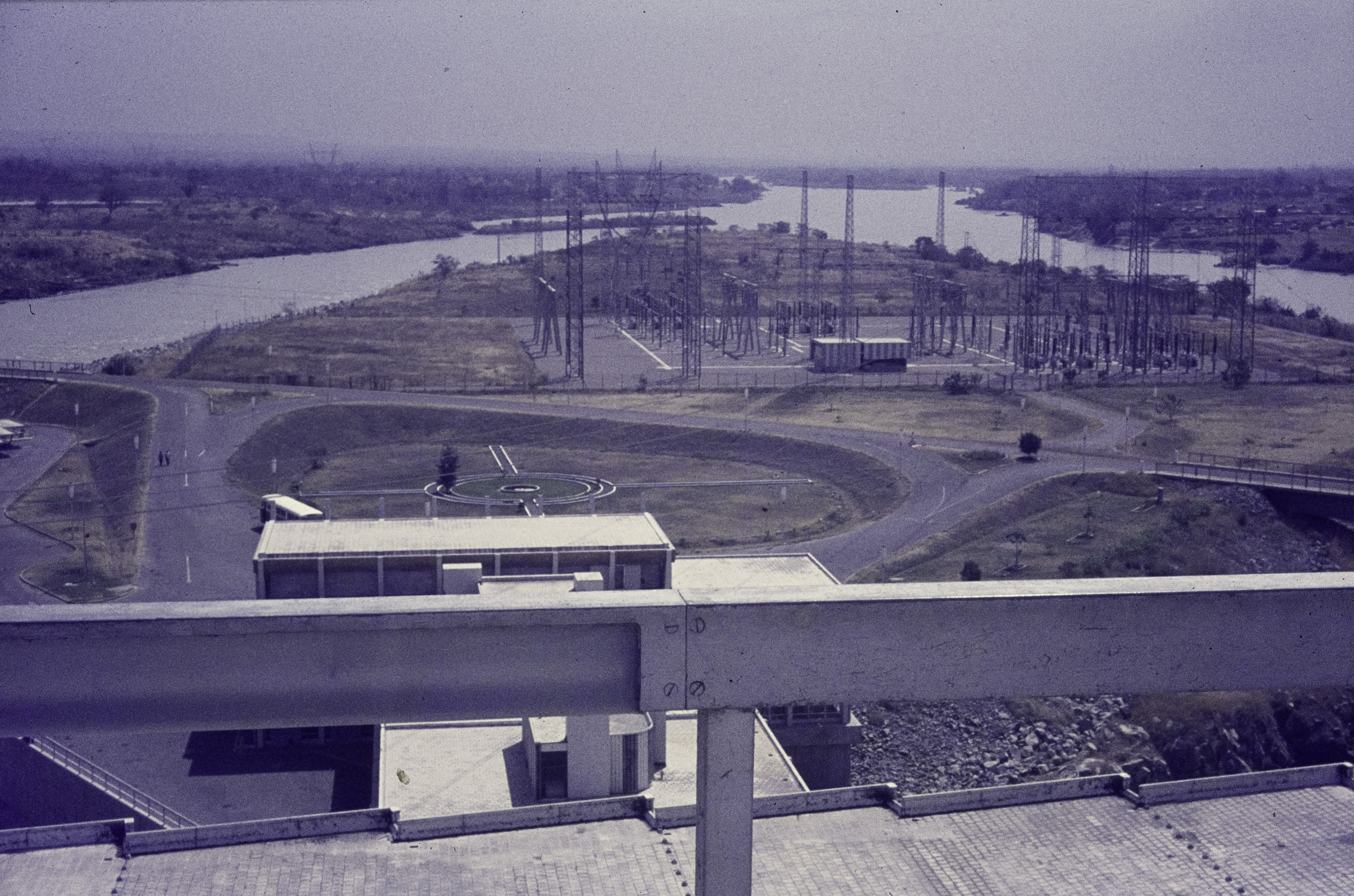
Vista general desde la presa de la isla en el río Níger con electricidad. Archivo:Pilones, 1970–1973.
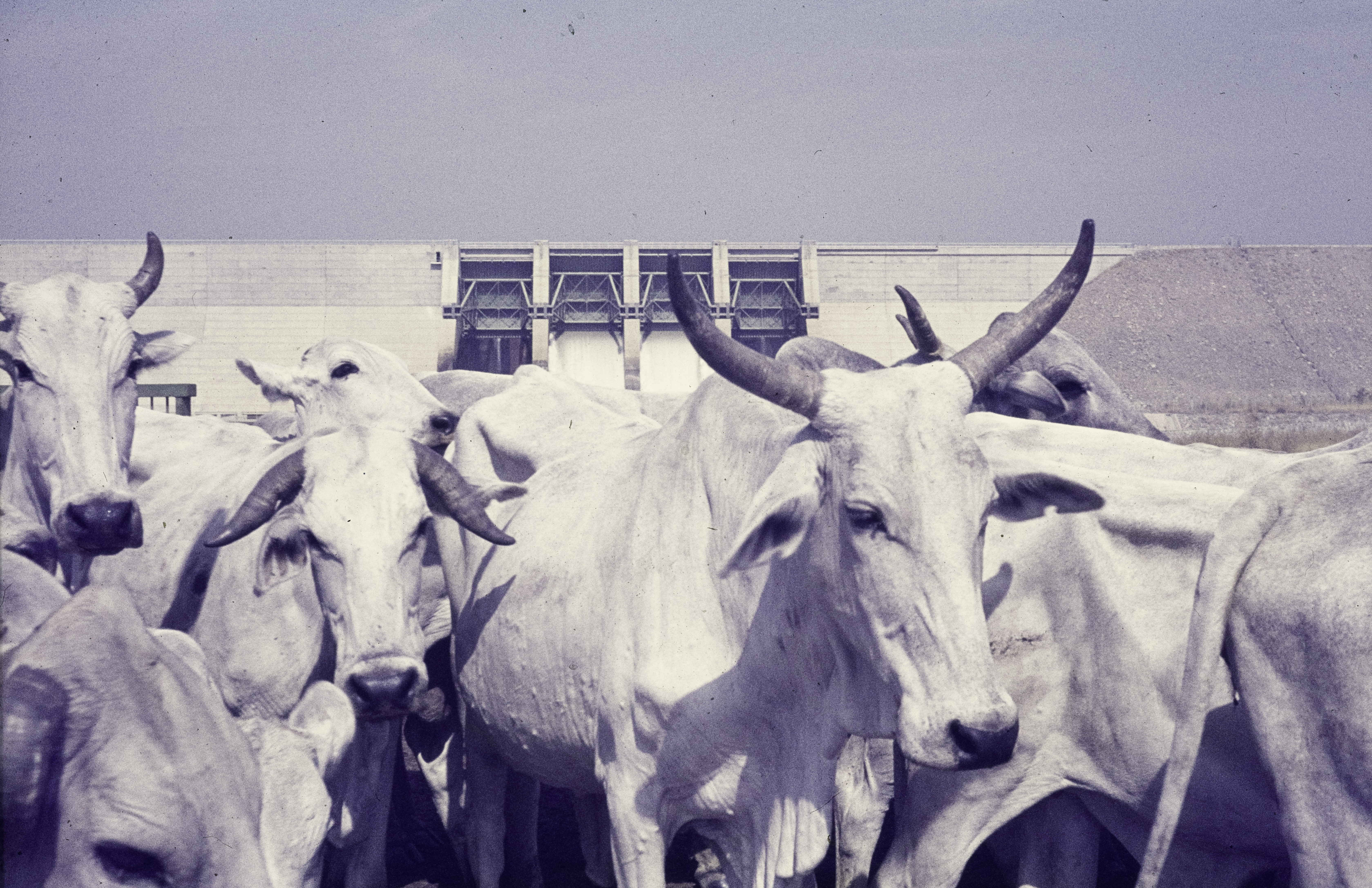
Cebúes cruzando la presa, 1970-1973.
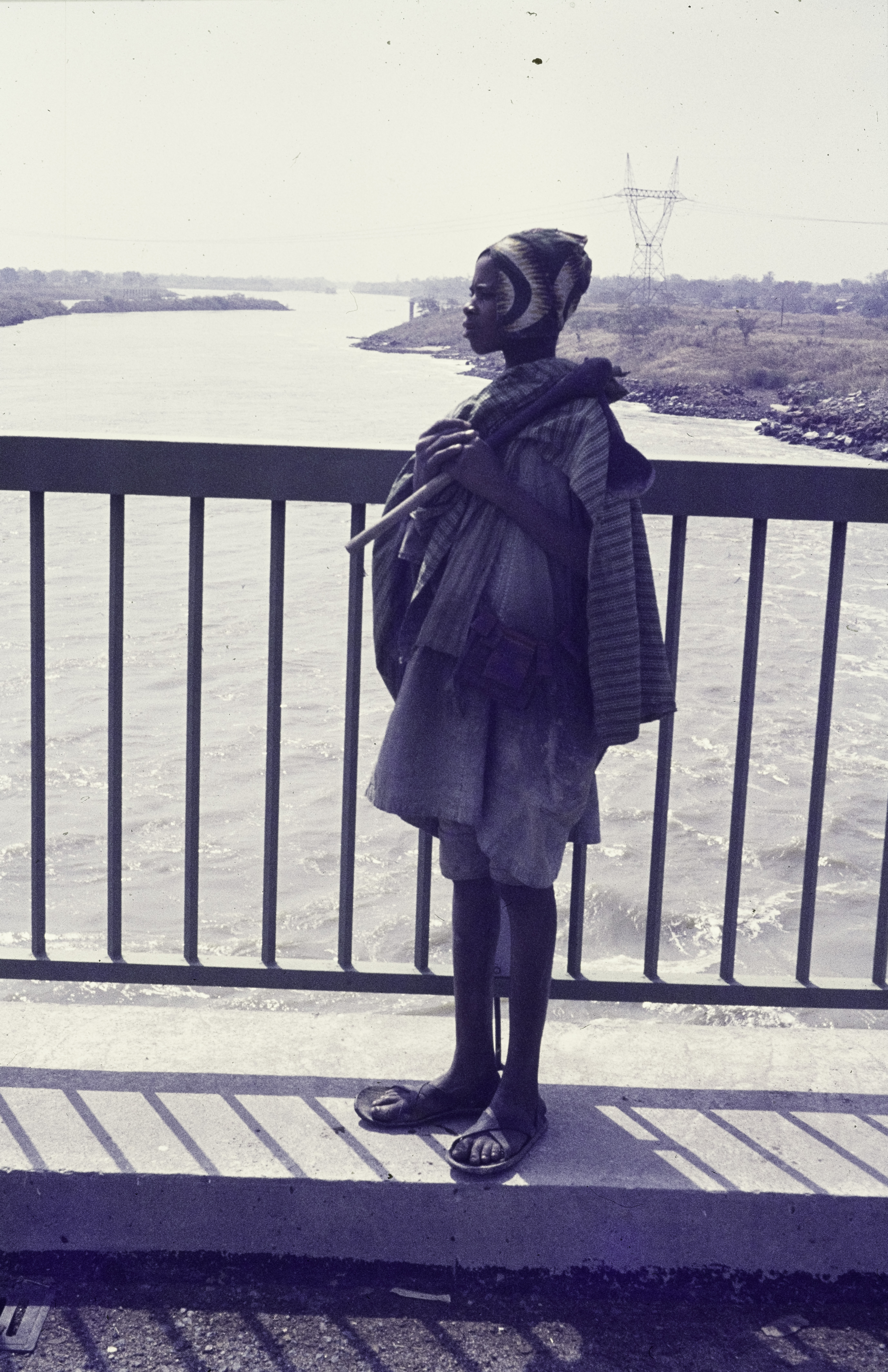
Un niño pastor en la presa, 1970-1973.
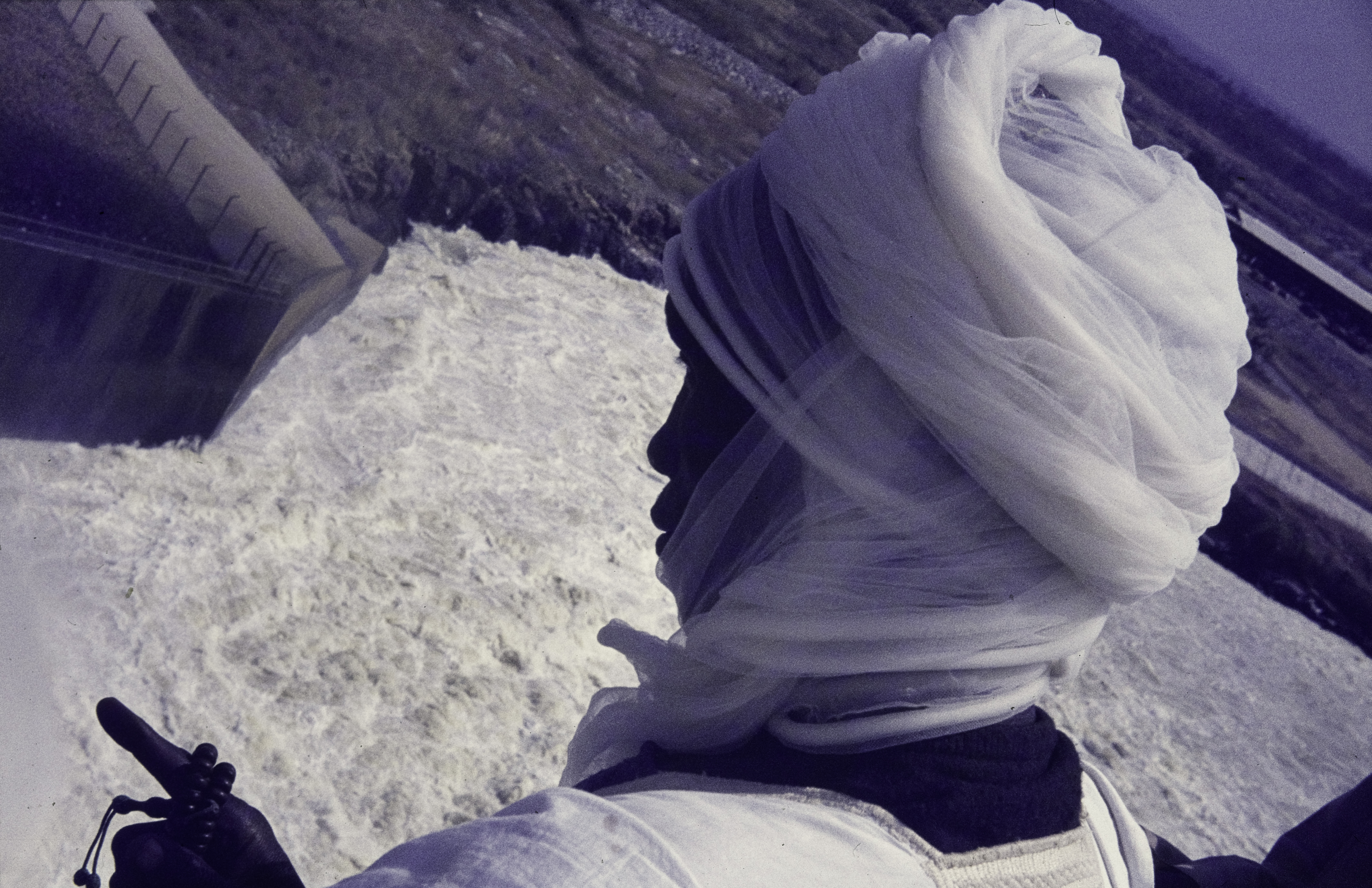
Hombre sobre el agua espumosa, 1970-1973.

## Cierre
La presa tiene una esclusa única capaz de elevar barcazas 49 m.

## Inundación por descarga
En octubre de 1998, en respuesta a las inundaciones aguas arriba, se liberó un caudal de agua de la presa, que inundó las orillas del río. Casi 60 aldeas quedaron anegadas. Los animales domésticos se ahogaron y los diques y varias granjas fueron arrasados. Los funcionarios de la presa fueron criticados por esperar demasiado antes de vaciar el agua. 

## Lago Kainji
El lago Kainji mide unos 135 km de largo y unos 30 km en su punto más ancho, y se usa para el riego y una industria pesquera local.  En 1999, la apertura no coordinada de las compuertas provocó inundaciones locales en alrededor del 60 pueblos. 